# Birdemic: Shock and Terror
Birdemic: Shock and Terror é um filme de 2008 americano independente de terror romântico escrito, dirigido e produzido por James Nguyen e estrelado por Alan Bagh e Whitney Moore. Inspirado em Os Pássaros, de Alfred Hitchcock, Birdemic conta a história de um romance entre os dois personagens principais em sua pequena cidade que é atacada por pássaros.
O filme foi feito sem nenhum apoio de estúdio, em grande parte auto-financiado e produzido através da Moviehead Pictures, empresa de Nguyen com um orçamento menor que US$ 10.000. O filme ganhou notoriedade por sua má qualidade, com muitos críticos citando-o como um dos piores filmes de todos os tempos. Depois de um lançamento limitado nos cinemas, o filme ganhou um status cult e foi pego para distribuição pela Severin Films em 2010.

## Sinopse
Rod (Alan Bagh ) é um vendedor de software novo que vive uma vida de sucesso no Vale do Silício. Ele se encontra com uma antiga colega e modelo de moda aspirante Nathalie ( Whitney Moore) e começa a namorá-la. As coisas vão bem para o casal, com Rod receber um grande bônus que ele usa para iniciar seu próprio negócio enquanto Nathalie é escolhida como modelo da Victoria's Secret. A medida cresce mais perto e o casal permanece próximo aos sinais de algo dar errado ao seu redor, como incêndios inexplicáveis e as carcaças de aves doentes surgindo em praias .
Depois de consumar seu relacionamento em um hotel, Rod e Nathalie acordam para descobrir que sua cidade está sob ataque de águias e abutres que cospem ácido e explodem em chamas ao tocar o chão. Rod e Nathalie escapam do hotel para juntar-se com um ex-fuzileiro naval nomeado Ramsey  (Adam Sessa ) e sua namorada Becky (Catherine Batcha ). Ao sair da cidade , eles resgatam duas crianças, Susan ( Janae Caster ) e Tony ( Colton Osborne )  cujos pais foram mortos pelos pássaros .
 O grupo passa a dirigir de uma cidade para a outra, lutando contra os ataques de aves ao longo do caminho e  breve encontro com um cientista chamado Dr. Jones ( Rick Camp ) estudando o fenômeno . Becky é morta pelos pássaros, e Ramsey, em uma tentativa de vingança, tenta salvar um ônibus cheio de turistas. Quando eles saem do ônibus, Ramsey e os turistas são mortos pelo ácido que é jogado pelos pássaros . Nathalie pára Rod de tentar resgatar Ramsey porque temia os pássaros vão matá-lo também .
Rod, Nathalie e as crianças continuam a fugir das aves , dirigindo até uma floresta, onde eles brevemente conhecer um " Tree Hugger" chamado Tom Hill ( Stephen Gustavson ) que explica a eles que as aves só foram alvo postos de gasolina e carros e que os ataques são o resultado do aquecimento global. Depois de escapar de um incêndio florestal, o quarteto em última análise, se instala em uma pequena praia, onde Rod pesca para o jantar. Enquanto se preparam para comer, eles são atacados pelas aves de repente, sem razão alguma. O filme termina como Rod, Nathalie e as crianças assistindo os pássaros que voam rumo ao horizonte .

## Elenco
- Alan Bagh como Rod
- Whitney Moore como Nathalie
- Adam Sessa como Ramsey
- Catherine Batcha como Becky
- Janae Caster como Susan
- Colton Osborne como Tony
- Rick Camp como Dr. Jones

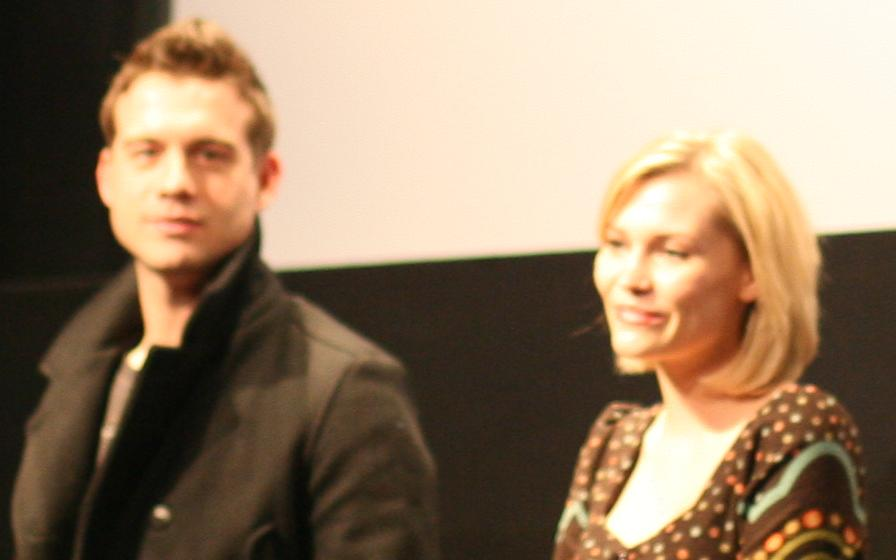
Bagh, à esquerda, e Moore em uma exibição do filme

- Stephen Gustavson como Tree Hugger/Tom Hill
- Patsy van Ettinger como Nathalie's Mother
- Mona Lisa Moon como Mai
- Danny Webber como Rick
- Laura Cassidy como News Anchor
- Damien Carter como Nightclub Singer
- Jake Pennington como Clark
- James Nguyen como um cliente do restaurante

## Produção

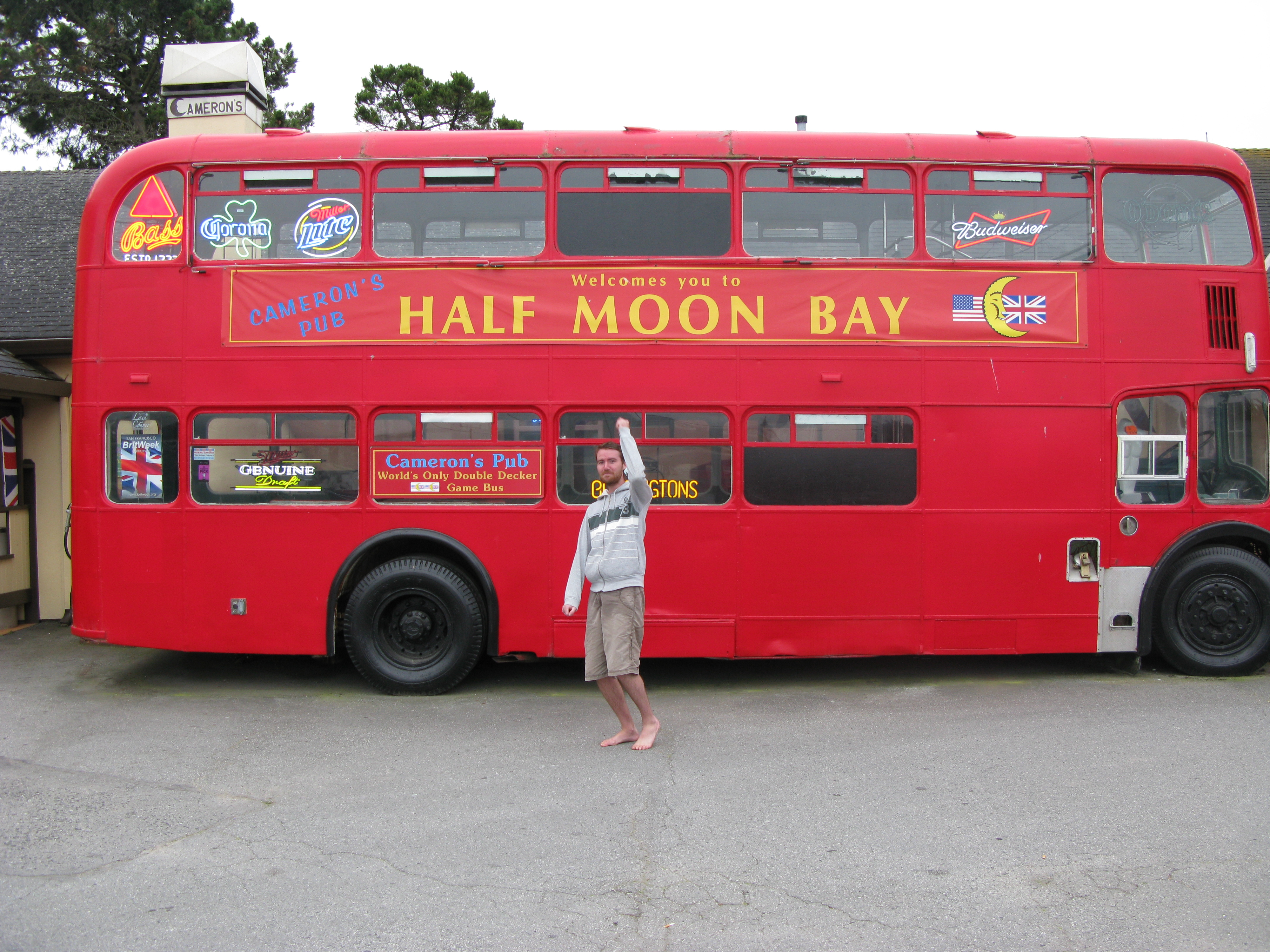
Um ônibus de destaque em uma seqüência.

A família Da Nang do diretor James Nguyen, fugiram do Vietnã em 1975 , pouco antes da Queda de Saigon. Ele nunca recebeu nenhum treinamento formal em cinema, mas em vez disso cresceu assistindo aos filmes de Alfred Hitchcock , incluindo Os Pássaros (1963) e Um corpo que cai  (1958) , que Nguyen considera seu filme favorito de Hitchcock. Nguyen passou a ser um vendedor de software no Vale do Silício. Ele pegou uma câmera pela primeira vez em 1999 e, eventualmente, dirigiu dois filmes, Julie&Jack e réplica. O primeiro, lançado em 2003. Foi um romance de baixo-orçamento, enquanto o último nunca foi lançado. Nguyen culpou o processo de storyboards caros e suas decisões de lançamento.

Nguyen foi inspirado a escrever o roteiro de Birdemic: Shock and Terror ao passar o tempo relaxando em Half Moon Bay, Califórnia. Grande parte das filmagens ocorreram na área circundante da comunidade. Birdemic começou a produção em 2006 e levou três anos para ser produzido, em parte devido a limitações de tempo-filmagem foi feita principalmente nos fins de semana ao longo de sete meses e também devido a restrições financeiras, como foi financiado através de trabalho do dia de Nguyen, mais o tempo que levou para Nguyen para encontrar um distribuidor.
Segundo o site do filme, o filme foi inspirado em parte em 1963 o filme de Alfred Hitchcock Os Pássaros (o filme reúne um cameo de Tippi Hedren, que é a filmagem de  um filme precoce de Nguyen, Julie e Jack, jogando em uma televisão) e  Uma Verdade Inconveniente de AlGore. O filme foi produzido por um orçamento de US $ 10.000, mas os distribuidores tenham gasto mais em marketing do que o custo para produzir o filme e comprar os direitos.

## Promoção

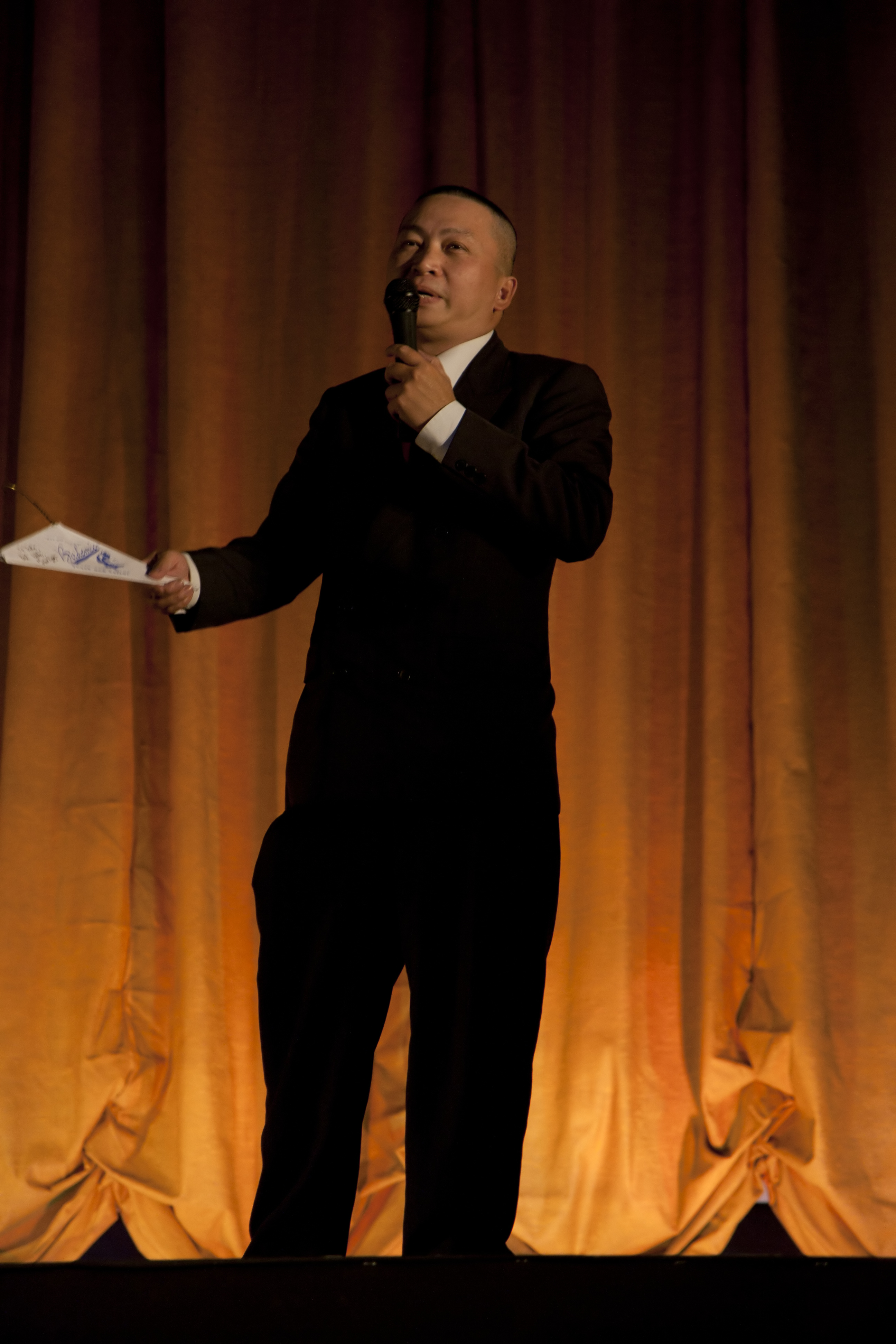
Nguyen, diretor do filme, falando durante uma projeção.

Em janeiro de 2009, Nguyen viajou para o Festival Sundance de Cinema em Park City, Utah para promover o filme freelance, distribuindo panfletos de sua van as pessoas que passavam, estampados com pássaros empalhados e sinais de papel onde se lia "BIDEMIC.COM" (com a ortografia Birdemic errado em sua pressa) e "POR QUÊ ÁGUIAS E ABUTRUES ATACARAM [[[sic]]]?", e alugando um teatro local para exibir o filme. A palavra da boca finalmente deu atenção à Birdemic a partir de sites de cinema de terror Dread Central e  Bloody Disgusting, enquanto o trailer foi apresentado em 30 de julho episódio de G4's Attack of the Show.

## Lançamento
Em 27 de fevereiro de 2010, Birdemic recebeu sua estréia Los Angeles no Teatro Silent Movie, patrocinado por Bloody Disgusting e hospedado por Tim Heidecker e Eric Wareheim, seguido por um elenco-e-crew participaram triagem no Alamo Drafthouse em Austin, Texas, em 2 de março com exibições de acompanhamento em Tempe, Arizona. e Nova Iorque.
Severin Films adquiriu o filme no início de 2010 e lançou o Birdemic Experience Tour 2010, que mostrou o filme em várias cidades nos Estados Unidos e Toronto, Canadá a partir de abril a julho de 2010. Birdemic estreou no Reino Unido em The Curzon Soho, Londres, 28 de maio de 2010.

### Home media
Em 3 de abril de 2009, Moviehead Pictures auto-lançou Birdemic em DVD, vendendo exclusivamente através do site oficial da Moviehead e fabricado sob demanda através da Amazon.com. No início de 2010, Birdemic foi tomado por Severin Films com planos para lançar o filme em mídia casa. Birdemic foi lançado em DVD e Blu-ray em 22 de fevereiro, características especiais 2011. O DVD inclui um comentário em áudio por James Nguyen, bem como um por atores principais Alan Bagh e Whitney Moore, duas cenas deletadas, um recurso sobre a experiência Birdemic tour e um episódio do público-acesso San Francisco TV show Movie Close Up que apresenta Nguyen e foi ao ar como Birdemic ainda estava em produção (o apresentador do programa, Bonnie Steiger, mais tarde jogou um extra na cena de resgate ônibus de Birdemic ).

## Recepção
Birdemic tem se destacado por sua má qualidade, com os comentadores chamando sua atuação de madeira e de diálogo, som amador e edição, enredo absurdo e em particular, seus efeitos especiais, que consiste águias CGI inteiramente de mal prestados e abutres que, além de realizar manobras aéreas fisicamente desajeitadas  de aves no fundo irá simplesmente girar 360 ° no ar, cuspingo ácido e explodindo com a fumaça irreal no momento do impacto com o chão com um efeito de som plano de mergulho. Também foi observado que as aves não aparecem até 47 minutos de filme, quase a meio caminho para ele.
Em um 2009 "Melhor de" lista, Bloody Disgusting entre os seus menções honrosas, chamando-lhe "o melhor pior filme que você verá em 2010". O Huffington Post se referiu ao filme como "verdadeiramente, um dos piores filmes já feitos." Variety informou que "'Birdemic' exibe todas as características reverenciados de hilariamente ruim cinema: diálogo vazio ... música com som horrível ... e efeitos especiais que simplesmente deve ser visto para ser acreditado: pássaros mergulhar-bomba e explodir em vermelho-e-amarelo de fumaça, e águias  toscamente colado na tela, com apenas suas pontas das asas batendo mecanicamente ". The Village Voice descreveu Birdemic como "mais um dos amados filmes trashes." Salon comentou sobre a "CGI " e informou que o filme tornou-se "um sucesso cult entre os fãs de filme ruim.
Uma revisão on-line a partir do Independent Film Channel afirmou que o filme se sente "em dívida  Plan 9 from Outer Space com sua mistura de ultra-baixo orçamento e cinema cuco banana de mensagem ecológica." The Guardian e The New York Times informou sobre o estado cult do filme, com The Guardian escrevendo que "Birdemic apresenta na qualidade de madeira como uma árvore, trabalho de câmera desajeitado ... e efeitos especiais em bruto que reduzem o público às lágrimas de riso em vez de terror. "Slate escreveu que "os aspectos da Birdemic pode parecer muito péssimo para ser verdade ... o filme trata de funcionar como o seu próprio tipo de arte alucinatória ... vemos o espaço narrativo do filme quebrando e reconstruindo pontos constantemente-sangrentos em sua testa, parafusos em seu pescoço. Esta repartição pode ser profundamente desconcertante e surpreendentemente infecciosas. "Rotten Tomatoes atualmente dá ao filme uma classificação de 20%
Tim e Eric Wareheim Heidecker que sediou a estréia Los Angeles, parodiou o filme em sua série de televisão Tim and Eric Awesome Show, Grande trabalho! no episódio "Crows". Em 25 de fevereiro de 2011 episódio de The Soup, cenas de Birdemic, especialmente uma cena alongado em que os funcionários incessantemente bater palmas na boa notícia financeira da empresa, foi o "Clip da Semana". O podcast de Bob Buel Ridicule Theatre destacou Birdemic e sua continuação em seu show, zombando dos filmes extensivamente. Um show ao vivo do podcast, Como Isto foi feito? lançado em 28 de fevereiro de 2012 e estrelado por Whitney Moore membro do elenco e atriz convidada "Weird Al" Yankovic (que afirma que ele é um fã do filme) é dedicado a discutir Birdemic.
A RiffTrax para Birdemic foi lançado em 22 de fevereiro de 2011, com comentário por Michael J. Nelson, Bill Corbett, e Kevin Murphy de Mystery Science Theater 3000. O lançamento do seu comentário foi rapidamente seguida por recriações de sete cenas de humor do filme. Em 25 de Outubro de 2012, Fathom organizou um evento ao vivo RiffTrax caracteriza Birdemic. Um DVD físico, bem como um download digital do show que foi lançado em 25 de novembro de 2014.

## Sequência
A sequência, intitulada Birdemic 2: The Resurrection e também escrito e dirigido por James Nguyen, terminou de ser filmado em março de 2012 e foi lançado em abril de 2013, com uma exibição especial em Los Angeles seguido por uma turnê para selecionar cinemas nos Estados Unidos, com uma versão on-line em 16 de abril de 2013. O enredo gira em torno de um cineasta de Hollywood chamado Bill (Thomas Favaloro) que lança uma aspirante a atriz chamada Gloria (Chelsea Turnbo) em seu próximo filme antes de águias e abutres façam ataque. Alan Bagh e Whitney Moore reprisou seu papel para a sequência, como fez Colton Osborne, Rick Camp, Stephen Gustavson, Patsy van Ettinger, e Damien Carter.